# Ратта, Уберто
Уберто Ратта (Uberto Ratta, его фамилию также пишут как Lanfranchi, Rosso Lanfranchi, Rossi Lanfranchi) — католический церковный деятель XI-XII веков. Возведён в ранг кардинала-священника церкви Сан-Клементе на консистории в декабре 1125 года. Стал архиепископом Пизы в 1132 году. Был папским легатом в Испании и Италии.